# موبی دیک (فیلم ۱۹۷۸)
موبی دیک (انگلیسی: Moby Dick) فیلمی است که در سال ۱۹۷۸ منتشر شد.